# Пуейредон (озеро)

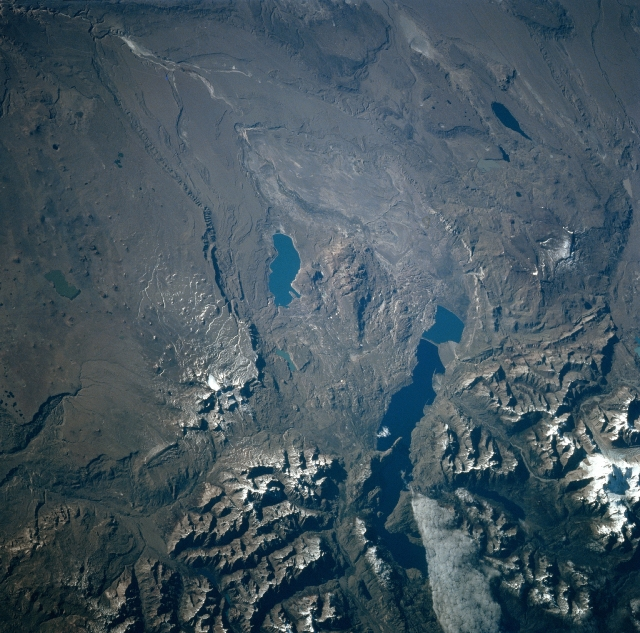
Супутниковий знімок озера

Пуейредо́н або Кокран (ісп. El lago Pueyrredon, El lago Cochrane) — озеро льодовикового походження в Патагонських Андах у Чилі та Аргентині.  Носить назву Пуейредон в Аргентині, Кокран — у Чилі.

## Загальні відомості
Площа озера 270 км² (згідно з іншими джерелами — 320 км², з яких 145 км² належать Аргентині). Висота над рівнем моря — 112 метрів (за іншими джерелами — 153 метра). Максимальна ширина — 6,8 км. 
Довгий час вважалося, що найбільша глибина озера становить близько 300 метрів. З грудня 1996 року по лютий 1997 на озері проводились вимірювання глибини за допомогою сонара і GPS. Результати показали, що центральна частина озера сягає глибини 460 метрів.
Стік по системі річки Бейкер в однойменний фіорд Тихого океану. Приблизно за п'ять кілометрів на захід від озера на річці Кокран знаходиться однойменне місто. Озеро названо на честь Хуана Мартіна де Пуейредона, аргентинського генерала і політичного діяча XIX століття.

## Галерея зображень

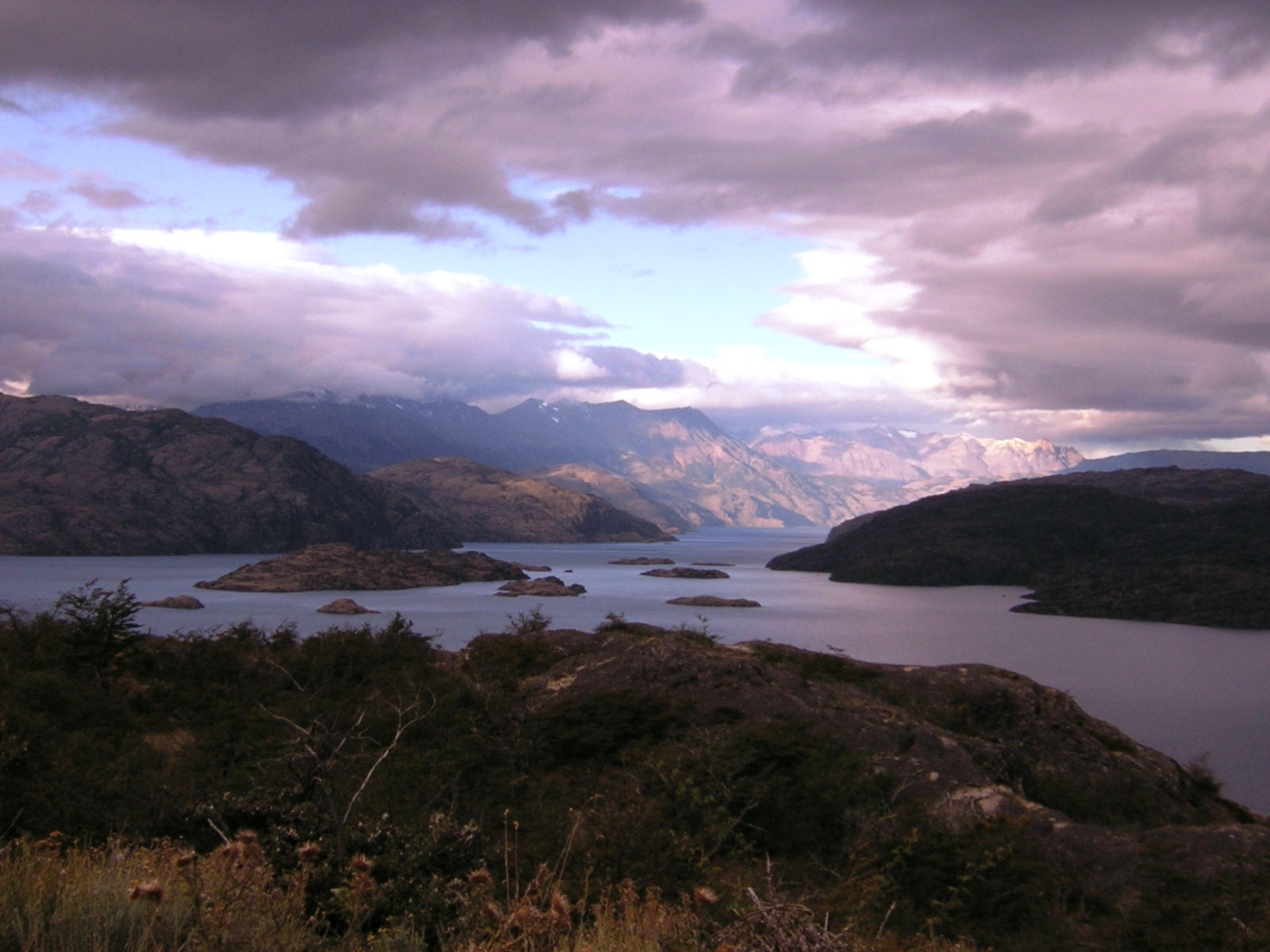
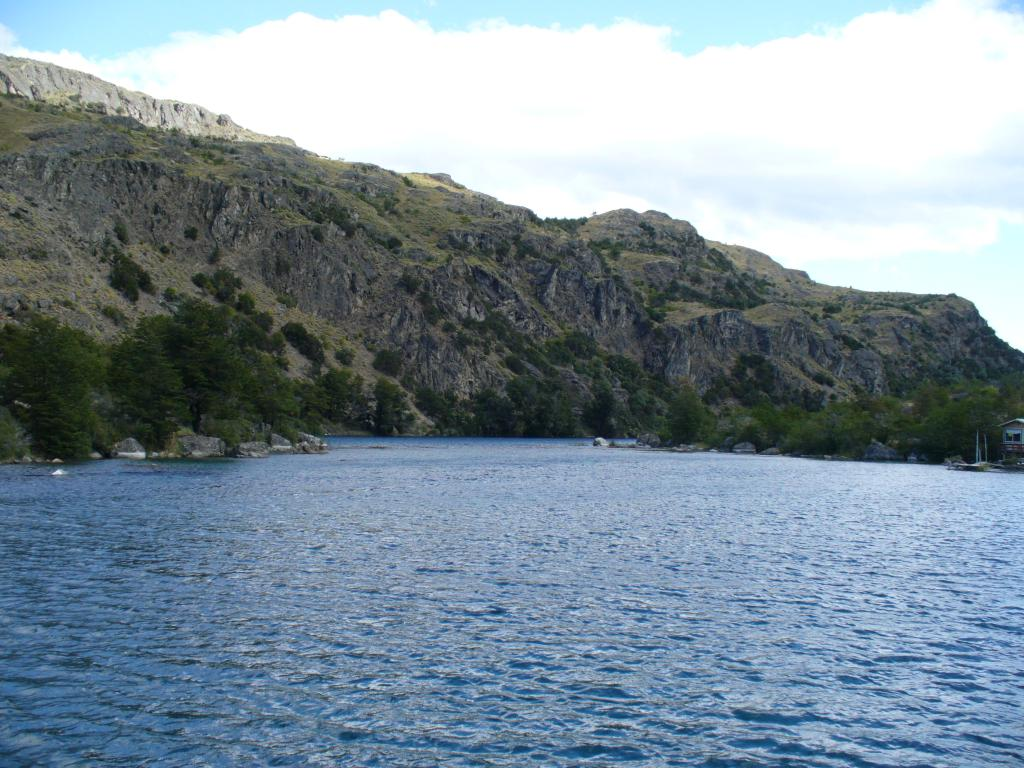
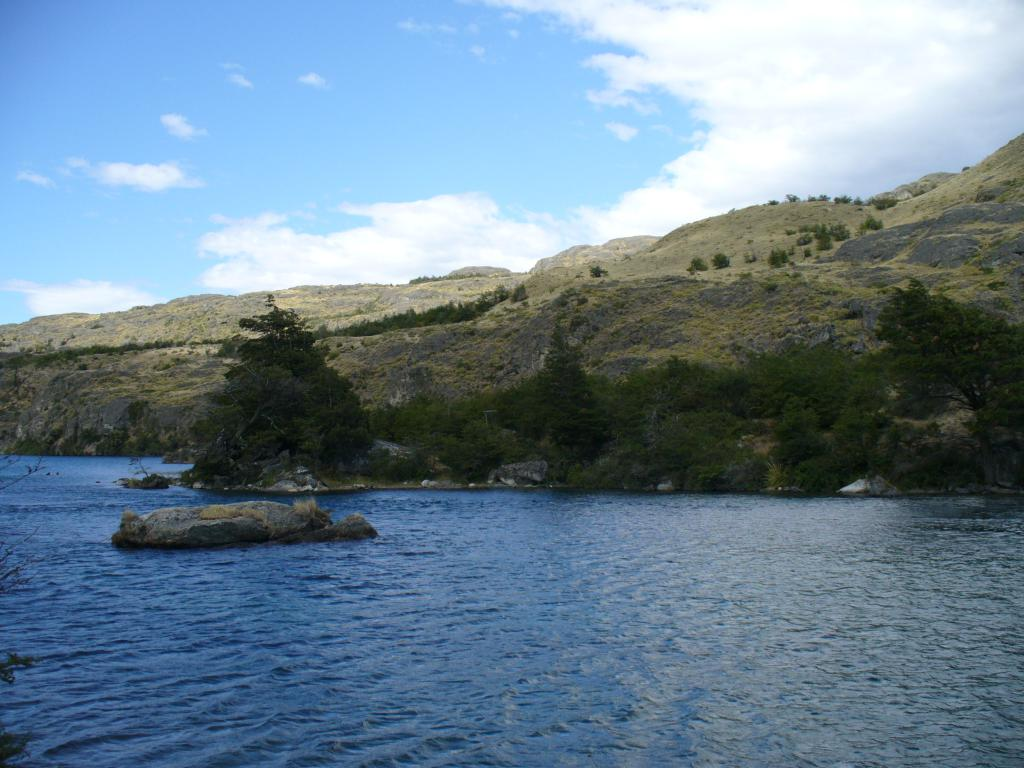